# Alsodes australis
Alsodes australis és una espècie de granota que viu a l'Argentina i Xile.